# Volnovka (Saràtov)
|  | Per a altres significats, vegeu «Volnovka». |

Volnovka (en rus: Вольновка) és un poble (un possiólok) de l'óblast de Saràtov, a Rússia, segons el cens del 2010 tenia 343 habitants. Pertany al districte municipal de Saràtov.